# Австрия на зимних Олимпийских играх 1928
Австрия принимала участие в Зимних Олимпийских играх 1928 года в Санкт-Морице (Швейцария) во второй раз за свою историю, и завоевала три серебряные и одну бронзовую медали. Сборную страны представляли 5 женщин.
| Австрия на олимпиаде 1928 года в Санкт-Морице | Австрия на олимпиаде 1928 года в Санкт-Морице | Австрия на олимпиаде 1928 года в Санкт-Морице | Австрия на олимпиаде 1928 года в Санкт-Морице | Австрия на олимпиаде 1928 года в Санкт-Морице |
| Медали                                        | Спортсмены                                    | Вид спорта                                    | Дисциплина                                    | Результат                                     |
| --------------------------------------------- | --------------------------------------------- | --------------------------------------------- | --------------------------------------------- | --------------------------------------------- |
| Серебро                                       | Фредерике Бюргер                              | Фигурное катание                              | женщины                                       | 2248.50                                       |
| Серебро                                       | Вилли Бёкль                                   | Фигурное катание                              | мужчины                                       | 1625.50                                       |
| Серебро                                       | Лилли Шольц и Отто Кайзер                     | Фигурное катание                              | пары                                          | 99.25                                         |
| Бронза                                        | Мелитта Бруннер Людвиг Вреде                  | Фигурное катание                              | пары                                          | 99.25                                         |

## Состав и результаты олимпийской сборной Австралии

### Бобслей
Спортсменов — 10
Мужчины
| Соревнование | Спортсмены                                                               | 1 заезд   | 1 заезд | 2 заезд   | 2 заезд | Итоговый результат | Итоговое место |
| Соревнование | Спортсмены                                                               | Результат | Место   | Результат | Место   | Итоговый результат | Итоговое место |
| ------------ | ------------------------------------------------------------------------ | --------- | ------- | --------- | ------- | ------------------ | -------------- |
| Пятёрки      | Густав Мадер Гуго Вайнстенгль Михель Вайсникс Вальтер Зер Франц Памперль | 1:52,30   | 23      | 1:49,70   | 22      | 3:42,00            | 22             |
| Пятёрки      | Франц Лоренц Франц Вольгемут Эдуард Пеханда Бенно Карнер Рихард Лоренц   | 1:44,20   | 14      | DSQ       | —       | DSQ                | —              |